# Rajna Wischnewezka

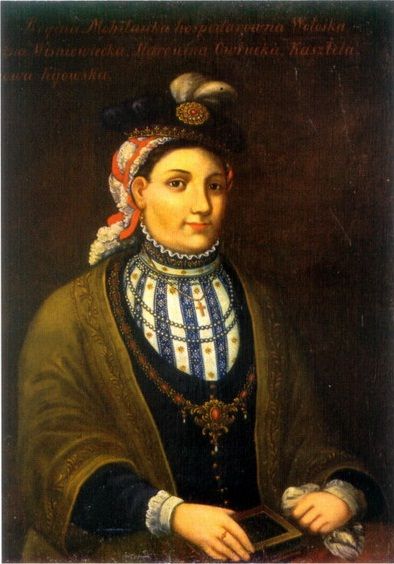
Rajna Wischnewezka

Rajna Wischnewezka (ukrainisch Раїна Вишневецька, wiss. Transliteration Rajina Vyšnevec'ka; * 1589; † 1619) war eine ukrainische Mäzenin. Sie war Schwester des Kiewer Metropoliten Petro Mohyla und Ehefrau des polnischen Adligen Michail Wyschnewezkij.
Von Wischnewezka wurden orthodoxe Kloster in Pryluky, Hustynk, Ladynsk und Mhar bei Lubny gegründet. Sie setzte sich gegen die polnischen Bestrebungen ein, die Ukrainische orthodoxe mit der katholischen Kirche zu vereinen.